# Badminton bei den Junioren-Panamerikaspielen 2021
Bei den Junioren-Panamerikaspielen 2021 wurden im Badminton drei Konkurrenzen durchgeführt. Die Wettbewerbe fanden vom 26. bis zum 29. November 2021 in Yumbo in Kolumbien statt.

## Medaillengewinner
| Disziplin    | Gold                   | Silber                       | Bronze                         |
| ------------ | ---------------------- | ---------------------------- | ------------------------------ |
| Herreneinzel | Brian Yang             | Uriel Canjura                | Jonathan Matias                |
| Herreneinzel | Brian Yang             | Uriel Canjura                | Luis Montoya                   |
| Dameneinzel  | Rachel Chan            | Natalie Chi                  | Inés Castillo                  |
| Dameneinzel  | Rachel Chan            | Natalie Chi                  | Juliana Viana Vieira           |
| Mixed        | Brian Yang Rachel Chan | Uriel Canjura Fátima Centeno | Jonathan Matias Jaqueline Lima |
| Mixed        | Brian Yang Rachel Chan | Uriel Canjura Fátima Centeno | Nicolas Oliva Iona Gualdi      |